# Sci di fondo ai XVI Giochi olimpici invernali
Nello sci di fondo ai XVI Giochi olimpici invernali furono disputate dieci gare, cinque maschili e cinque femminili.
Rispetto all'edizione precedente furono introdotte due gare a inseguimento a tecnica libera sulla distanza di 25 km per gli uomini e di 15 km per le donne. Variarono anche alcune distanze: in campo maschile la 15 km fu sostituita dalla 10 km; in campo femminile, la 10 km dalla 15 km e la 20 km dalla 30 km.

## Risultati

### Uomini

#### 10 km
La gara sulla distanza di 10 km si disputò in tecnica classica il 13 febbraio a Les Saisies, su un percorso con un dislivello massimo di 87 m; presero parte alla competizione 110 atleti.
| Posizione | Atleta            | Nazione   | Tempo   |
| --------- | ----------------- | --------- | ------- |
| 1         | Vegard Ulvang     | Norvegia  | 27:36,0 |
| 2         | Marco Albarello   | Italia    | 27:55,2 |
| 3         | Christer Majbäck  | Svezia    | 27:56,4 |
| 4         | Bjørn Dæhlie      | Norvegia  | 28:01,6 |
| 5         | Niklas Jonsson    | Svezia    | 28:03,1 |
| 6         | Harri Kirvesniemi | Finlandia | 28:23,3 |
| 7         | Giorgio Vanzetta  | Italia    | 28:26.9 |
| 8         | Alois Stadlober   | Austria   | 28:27,5 |
| 9         | Torgny Mogren     | Svezia    | 28:37,8 |
| 10        | Silvio Fauner     | Italia    | 28:53,8 |

#### 30 km
La gara sulla distanza di 30 km si disputò in tecnica classica il 10 febbraio a Les Saisies, su un percorso con un dislivello massimo di 112 m; presero parte alla competizione 87 atleti.
| Posizione | Atleta            | Nazione           | Tempo     |
| --------- | ----------------- | ----------------- | --------- |
| 1         | Vegard Ulvang     | Norvegia          | 1:22:27,8 |
| 2         | Bjørn Dæhlie      | Norvegia          | 1:23:14,0 |
| 3         | Terje Langli      | Norvegia          | 1:23:42,5 |
| 4         | Marco Albarello   | Italia            | 1:23:55,7 |
| 5         | Erling Jevne      | Norvegia          | 1:24:07,7 |
| 6         | Christer Majbäck  | Svezia            | 1:24:12,1 |
| 7         | Niklas Jonsson    | Svezia            | 1:25:17,6 |
| 8         | Jyrki Ponsiluoma  | Svezia            | 1:25:24,4 |
| 9         | Vladimir Smirnov  | Squadra Unificata | 1:25:27,6 |
| 10        | Harri Kirvesniemi | Finlandia         | 1:25:28,5 |

#### 50 km
La gara sulla distanza di 50 km si disputò in tecnica libera il 22 febbraio a Les Saisies, su un percorso con un dislivello massimo di 112 m; presero parte alla competizione 73 atleti.
| Posizione | Atleta             | Nazione           | Tempo     |
| --------- | ------------------ | ----------------- | --------- |
| 1         | Bjørn Dæhlie       | Norvegia          | 2:03:41,5 |
| 2         | Maurilio De Zolt   | Italia            | 2:04:39,1 |
| 3         | Giorgio Vanzetta   | Italia            | 2:06:42,1 |
| 4         | Aleksej Prokurorov | Squadra Unificata | 2:07:06,1 |
| 5         | Hervé Balland      | Francia           | 2:07:17,7 |
| 6         | Radim Nyč          | Cecoslovacchia    | 2:07:41,5 |
| 7         | Johann Mühlegg     | Germania          | 2:07:45,2 |
| 8         | Pavel Benc         | Cecoslovacchia    | 2:08:13,6 |
| 9         | Vegard Ulvang      | Norvegia          | 2:08:21,5 |
| 10        | Gianfranco Polvara | Italia            | 2:09:27,8 |

#### Inseguimento 15 km
La gara di inseguimento sulla distanza di 15 km si disputò in tecnica libera il 15 febbraio a Les Saisies, su un percorso con un dislivello massimo di 112 m; presero parte alla competizione 102 atleti. Il formato di gara, inedito anche rispetto ai Mondiali, prevedeva la partenza degli atleti scaglionata secondo l'ordine di piazzamento nella 10 km a tecnica classica, disputata due giorni prima; la classifica finale era determinata dall'ordine con il quale attraversavano il traguardo.
| Posizione | Atleta           | Nazione           | Tempo     |
| --------- | ---------------- | ----------------- | --------- |
| 1         | Bjørn Dæhlie     | Norvegia          | 1:05:37,9 |
| 2         | Vegard Ulvang    | Norvegia          | 1:06:31,3 |
| 3         | Giorgio Vanzetta | Italia            | 1:06:32,3 |
| 4         | Marco Albarello  | Italia            | 1:06:33,3 |
| 5         | Torgny Mogren    | Svezia            | 1:06:37,4 |
| 6         | Christer Majbäck | Svezia            | 1:07:17,0 |
| 7         | Silvio Fauner    | Italia            | 1:07:34,9 |
| 8         | Vladimir Smirnov | Squadra Unificata | 1:07:35,8 |
| 9         | Henrik Forsberg  | Svezia            | 40:16,4   |
| 10        | Alois Stadlober  | Austria           | 1:07:57,6 |

#### Staffetta 4x10 km
La gara di staffetta si disputò il 18 febbraio a Les Saisies, su un percorso con un dislivello massimo di 73 m; presero parte alla competizione 16 squadre nazionali.
| Posizione | Nazione           | Atleti                                                               | Tempo     |
| --------- | ----------------- | -------------------------------------------------------------------- | --------- |
| 1         | Norvegia          | Terje Langli Vegard Ulvang Kristen Skjeldal Bjørn Dæhlie             | 1:39:26,0 |
| 2         | Italia            | Giuseppe Puliè Marco Albarello Giorgio Vanzetta Silvio Fauner        | 1:40:52,7 |
| 3         | Finlandia         | Mika Kuusisto Harri Kirvesniemi Jari Räsänen Jari Isometsä           | 1:41:22,9 |
| 4         | Svezia            | Jan Ottosson Christer Majbäck Henrik Forsberg Torgny Mogren          | 1:41:23,1 |
| 5         | Squadra Unificata | Andrej Kirillov Vladimir Smirnov Michail Botvinov Aleksej Prokurorov | 1:43:03,6 |
| 6         | Germania          | Holger Bauroth Jochen Behle Torald Rein Johann Mühlegg               | 1:43:41,7 |
| 7         | Cecoslovacchia    | Radim Nyč Luboš Buchta Pavel Benc Václav Korunka                     | 1:44:20,0 |
| 8         | Francia           | Patrick Rémy Philippe Sanchez Stéphane Azambre Hervé Balland         | 1:44:51,1 |
| 9         | Austria           | Alois Schwarz Alois Stadlober Alexander Marent Andreas Ringhofer     | 1:45:56,6 |
| 10        | Estonia           | Andrus Veerpalu Jaanus Teppan Elmo Kassin Urmas Välbe                | 1:46:33,3 |

### Donne

#### 5 km
La gara sulla distanza di 5 km si disputò in tecnica classica il 13 febbraio a Les Saisies, su un percorso con un dislivello massimo di 63 m; presero parte alla competizione 62 atlete.
| Posizione | Atleta                | Nazione           | Tempo   |
| --------- | --------------------- | ----------------- | ------- |
| 1         | Marjut Rolig          | Finlandia         | 14:13,8 |
| 2         | Ljubov' Egorova       | Squadra Unificata | 14:14,7 |
| 3         | Elena Välbe           | Squadra Unificata | 14:22,7 |
| 4         | Stefania Belmondo     | Italia            | 14:26,4 |
| 5         | Inger Helene Nybråten | Norvegia          | 14:33,3 |
| 6         | Ol'ga Danilova        | Squadra Unificata | 14:37,2 |
| 7         | Larisa Lazutina       | Squadra Unificata | 14:41,7 |
| 8         | Solveig Pedersen      | Norvegia          | 14:42,1 |
| 9         | Marie-Helene Östlund  | Svezia            | 14:42,6 |
| 10        | Elin Nilsen           | Norvegia          | 14:50,8 |

#### 15 km
La gara sulla distanza di 15 km si disputò in tecnica classica il 9 febbraio a Les Saisies, su un percorso con un dislivello massimo di 107 m; presero parte alla competizione 53 atlete.
| Posizione | Atleta                  | Nazione           | Tempo   |
| --------- | ----------------------- | ----------------- | ------- |
| 1         | Ljubov' Egorova         | Squadra Unificata | 42:20,8 |
| 2         | Marjut Rolig            | Finlandia         | 43:29,9 |
| 3         | Elena Välbe             | Squadra Unificata | 43:42,3 |
| 4         | Raisa Smetanina         | Squadra Unificata | 44:01,5 |
| 5         | Stefania Belmondo       | Italia            | 44:02,4 |
| 6         | Marja-Liisa Kirvesniemi | Finlandia         | 44:02,7 |
| 7         | Inger Helene Nybråten   | Norvegia          | 44:18,6 |
| 8         | Trude Dybendahl         | Norvegia          | 44:31,5 |
| 9         | Gabriella Paruzzi       | Italia            | 44:44,0 |
| 10        | Marie-Helene Östlund    | Svezia            | 45:00,5 |

#### 30 km
La gara sulla distanza di 30 km si disputò in tecnica libera il 21 febbraio a Les Saisies, su un percorso con un dislivello massimo di 92 m; presero parte alla competizione 57 atlete.
| Posizione | Atleta               | Nazione           | Tempo     |
| --------- | -------------------- | ----------------- | --------- |
| 1         | Stefania Belmondo    | Italia            | 1:22:30,1 |
| 2         | Ljubov' Egorova      | Squadra Unificata | 1:22:52,0 |
| 3         | Elena Välbe          | Squadra Unificata | 1:24:13,9 |
| 4         | Elin Nilsen          | Norvegia          | 1:26:25,1 |
| 5         | Larisa Lazutina      | Squadra Unificata | 1:26:31,8 |
| 6         | Manuela Di Centa     | Italia            | 1:27:04,4 |
| 7         | Marie-Helene Östlund | Svezia            | 1:27:16,2 |
| 8         | Simone Opitz         | Germania          | 1:27:17,4 |
| 9         | Trude Dybendahl      | Norvegia          | 1:27:29,8 |
| 10        | Marjut Rolig         | Finlandia         | 1:27:30,9 |

#### Inseguimento 10 km
La gara di inseguimento sulla distanza di 10 km si disputò in tecnica libera il 15 febbraio a Les Saisies, su un percorso con un dislivello massimo di 87 m; presero parte alla competizione 58 atlete. Il formato di gara, inedito anche rispetto ai Mondiali, prevedeva la partenza delle atlete scaglionata secondo l'ordine di piazzamento nella 5 km a tecnica classica, disputata due giorni prima; la classifica finale era determinata dall'ordine con il quale attraversavano il traguardo.
| Posizione | Atleta                | Nazione           | Tempo   |
| --------- | --------------------- | ----------------- | ------- |
| 1         | Ljubov' Egorova       | Squadra Unificata | 40:08,4 |
| 2         | Stefania Belmondo     | Italia            | 40:44,0 |
| 3         | Elena Välbe           | Squadra Unificata | 40:52,7 |
| 4         | Marjut Rolig          | Finlandia         | 41:05,1 |
| 5         | Elin Nilsen           | Norvegia          | 41:26,9 |
| 6         | Marie-Helene Östlund  | Svezia            | 41:28,2 |
| 7         | Inger Helene Nybråten | Norvegia          | 41:35,1 |
| 8         | Larisa Lazutina       | Squadra Unificata | 41:48,8 |
| 9         | Isabelle Mancini      | Francia           | 27:39,3 |
| 10        | Manuela Di Centa      | Italia            | 27:55,7 |

#### Staffetta 4x5 km
La gara di staffetta si disputò il 17 febbraio a Les Saisies, su un percorso con un dislivello massimo di 73 m; presero parte alla competizione 13 squadre nazionali.
| Posizione | Nazione           | Atleti                                                                            | Tempo     |
| --------- | ----------------- | --------------------------------------------------------------------------------- | --------- |
| 1         | Squadra Unificata | Elena Välbe Raisa Smetanina Larisa Lazutina Ljubov' Egorova                       | 59:34,8   |
| 2         | Norvegia          | Solveig Pedersen Inger Helene Nybråten Trude Dybendahl Elin Nilsen                | 59:56,4   |
| 3         | Italia            | Bice Vanzetta Manuela Di Centa Gabriella Paruzzi Stefania Belmondo                | 1:00:25,9 |
| 4         | Finlandia         | Marja-Liisa Kirvesniemi Pirkko Määttä Jaana Savolainen Marjut Rolig               | 1:00:52,9 |
| 5         | Francia           | Carole Stasinière Sylvie Giry Rousset Sophie Villeneuve Isabelle Mancini          | 1:01:30,7 |
| 6         | Cecoslovacchia    | Ľubomíra Balážová Kateřina Neumannová Alžbeta Havrančíková Iveta Zelingerová      | 1:01:37,4 |
| 7         | Svezia            | Carina Görlin Magdalena Forsberg Karin Säterkvist Marie-Helene Östlund            | 1:01:54,5 |
| 8         | Germania          | Heike Wezel Gabriele Heß Simone Opitz Ina Kümmel                                  | 1:02:22,6 |
| 9         | Svizzera          | Sylvia Honegger Brigitte Albrecht-Loretan Natascia Leonardi Cortesi Elvira Knecht | 1:02:54,1 |
| 10        | Polonia           | Małgorzata Ruchała Dorota Kwaśny Bernadetta Bocek-Piotrowska Halina Nowak         | 1:03:23,0 |

## Medagliere per nazioni
| Posizione | Nazione           | Oro | Argento | Bronzo | Totale |
| --------- | ----------------- | --- | ------- | ------ | ------ |
| 1         | Norvegia          | 5   | 3       | 1      | 9      |
| 2         | Squadra Unificata | 3   | 2       | 4      | 9      |
| 3         | Italia            | 1   | 4       | 3      | 8      |
| 4         | Finlandia         | 1   | 1       | 1      | 3      |
| 5         | Svezia            | 0   | 0       | 1      | 1      |